# Señorita Panamá
Señorita Panamá is de nationale missverkiezing van het Centraal-Amerikaanse land Panama.

## Geschiedenis
De missverkiezing werd in 1982 in het leven geroepen door televisiezender RPC. De winnares van de verkiezing werd tot 1989 als vertegenwoordigster van Panama naar de internationale Miss World-verkiezing gezonden. De verkiezing was een concurrent van Miss Panamá, dat tot 1980 de Panamese kandidate voor deze verkiezing selecteerde. De Miss Panamá-verkiezing verdween in 1987 en vanaf 1990 mocht Señorita Panamá een kandidate naar de internationale Miss Universe-verkiezing sturen, wat ook de verantwoordelijkheid van Miss Panamá was geweest. Tijdens de wedstrijd werden vanaf dan drie missen verkozen: die voor Miss World, Miss Universe en tot en met 1995 ook een voor Miss Hispanidad. In 1996 en 1997 werd de derde winnares naar Nuestra Belleza Internacional gestuurd en van 1998 tot 2000 naar Miss Asia Pacific. Vanaf dan werden jaarlijks twee winnaressen gekroond.
In 2003 werd het evenement verschoven naar november waardoor geen tijd meer was om een kandidate voor Miss World te selecteren. Deze werd uiteindelijk door een Boliviaans bedrijf verkozen via een casting. De rechten om een Panamese afgevaardigde naar deze verkiezing te sturen verhuisden naar Panama Talents, dat in 2007 Miss World Panamá in het leven riep. In 2008 werd Señorita Panamá omgedoopt tot Realmente Bella. Ook het format werd daarbij omgegooid. De verkiezing werd een reality-programma waarin de tien kandidates in
een hotel verbleven. Wekelijks werd een van hen weggestuurd. In 2009 werden de kandidates aangetrokken via een open casting, maar er daagden slechts zeventien meisjes op. De verkiezing bestond slechts twee jaar in deze vorm. In 2010 liet men de nieuwe naam vallen en werd het terug een klassieke missverkiezing.
In 2011 werd de wedstrijd omgedoopt tot Miss Panamá, de naam van de voormalige concurrent. Ex-winnares Marisela Moreno leidde de organisatie tot 2016. In 2012 werden deze en de Bellezas Panamá-verkiezing samen georganiseerd. Deze laatste stuurde afgevaardigden naar Miss Earth en Miss International.
In 2016 verloor de organisatie de Miss Universe-franchise en werden de rechten op de wedstrijd overgenomen door onder meer ex-Miss Universe Justine Pasek. Daarbij werd ook de oude naam Señorita Panamá terug in gebruik genomen.

## Winnaressen

### Vanaf 2011
| Jaar | Kandidate                              | Afvaardiging                   | Plaats                                    |
| ---- | -------------------------------------- | ------------------------------ | ----------------------------------------- |
| 2019 | Mehr Eliezer                           | Miss Universe                  |                                           |
| 2019 | Betzaida Rodriguez                     | Miss International             |                                           |
| 2019 | Carmen Drayton                         | Miss Grand International       |                                           |
| 2018 | Rosa Iveth Montezuma Montero           | Miss Universe                  |                                           |
| 2018 | Solaris De la Luna Barba Cañizales     | Miss World                     | Top 12                                    |
| 2018 | Shirel Joan Ortiz Aparicio             | Miss International             |                                           |
| 2018 | Diana Lemos Lee                        | Miss Earth                     |                                           |
| 2017 | Laura Sofía De Sanctis Natera          | Miss Universe                  |                                           |
| 2017 | Julianne Brittón                       | Miss World                     |                                           |
| 2017 | Darelys Yahel Santos Domínguez         | Miss International             | Top 15                                    |
| 2017 | Érika Enith Parker                     | Miss Earth                     |                                           |
| 2016 | Keity Drennan Mendieta Britton         | Miss Universe                  | Top 13                                    |
| 2016 | Alessandra Camila Bueno Fontaine       | Miss World                     |                                           |
| 2016 | Virginia Isabel Hernández Milachay     | Miss Earth                     |                                           |
| 2015 | Gladys Del Carmen Brandao Amaya        | Miss Universe                  |                                           |
| 2015 | Diana Doris Jaén Ortega                | Miss World                     |                                           |
| 2015 | Catherine Argelia Agrazal Pinilla      | International Queen of Coffee  |                                           |
| 2014 | Yomatsy Maurineth Hazlewood De La Rosa | Miss Universe                  |                                           |
| 2014 | Raiza Patricia Erlenbaugh Soriano      | Miss World                     | Vervangen door Nicole Pinto.              |
| 2014 | Stephanie Paulette González Castillo   | Miss Intercontinental          |                                           |
| 2014 | Nicole Pinto                           | Miss América Latina Miss World | Winnares, maar afgestaan voor Miss World. |
| 2013 | Carolina Del Carmen Brid Cerrud        | Miss Universe                  |                                           |
| 2013 | Virginia Isabel Hernández Milachay     | Miss World                     |                                           |
| 2013 | Sara Del Carmen Bello Herrera          | Miss Intercontinental          | Top 15                                    |
| 2013 | Maria Gabrielle Sealy                  | Miss United Continent          | Vijfde                                    |
| 2012 | Stephanie Marie Vander Werf Lobato     | Miss Universe                  |                                           |
| 2012 | Maricely Del Carmen González Pomares   | Miss World                     |                                           |
| 2012 | Ana Lorena Ibáñez Carles               | Miss Earth                     |                                           |
| 2012 | Karen Elena Jordán Beitia              | Miss International             |                                           |
| 2011 | Sheldry Nazareth Sáez Bustavino        | Miss Universe                  | Top 10                                    |
| 2011 | Irene Del Carmen Núñez Quintero        | Miss World                     |                                           |

### Tot en met 2010

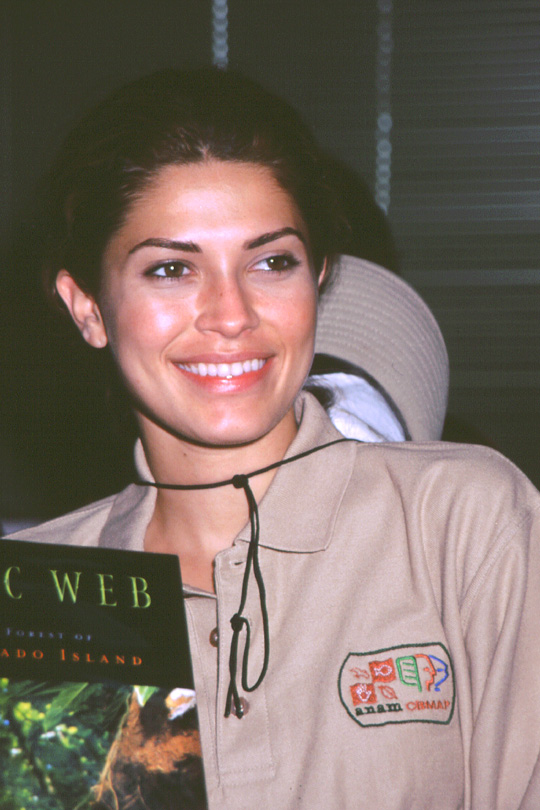
Justine Pasek, Miss Universe in 2002.

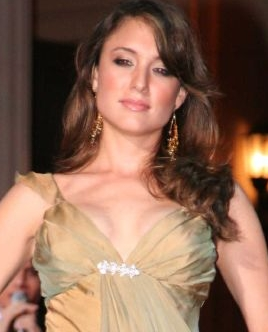
Stefanie de Roux Martín bij haar deelname aan Miss Earth in 2006, waar ze op de vijfde plaats eindigde.

| Jaar | Miss Mundo (+ plaats)                       | Miss Universo (+ plaats)                                             |                                             |
| ---- | ------------------------------------------- | -------------------------------------------------------------------- | ------------------------------------------- |
| 2010 | -                                           | Anyolí Amorette Ábrego Sanjur                                        |                                             |
| 2009 | Nadege Helena Herrera (zesde)               | Diana Patricia Broce                                                 |                                             |
| 2008 | -                                           | Carolina Dementiev Justavino                                         |                                             |
| 2007 | Geen verkiezing                             | Geen verkiezing                                                      |                                             |
| 2006 | -                                           | Giselle Marie Bissot Kieswetter (Niet deelgenomen aan Miss Universe) |                                             |
| 2005 | Anna Isabella Vaprio Medaglia               | María Alessandra Mezquita Lapadula                                   |                                             |
| 2004 | -                                           | Rosa María Hernández Cedeño                                          |                                             |
| 2003 | Melissa Piedrahita Meléndez                 | Jessica Patricia Rodríguez Clark                                     |                                             |
| 2002 | Yoselín Sánchez Espino                      | Stefanie de Roux Martín (halve finale)                               |                                             |
| 2001 | Lourdes Cristina González Montenegro        | Justine Lisette Pasek Patiño (Miss Universe 2002)                    |                                             |
| Jaar | Miss Mundo (+ plaats)                       | Miss Universo (+ plaats)                                             | Miss Asia Pacific (+ plaats)                |
| 2000 | Ana Raquel Ochy Pozo                        | Ivette María Cordovez Usuga                                          | Adriana Roquer Hidalgo                      |
| 1999 | Jessenia Casanova Reyes                     | Analía Verónica Núñez Sagripanti                                     | Marianela Salazar Guillén (tweede)          |
| 1998 | Lorena del Carmen Zagía Miró                | Yamani Esther Saied Calviño                                          | Abimelec Rodríguez                          |
| Jaar | Miss Mundo (+ plaats)                       | Miss Universo (+ plaats)                                             | Nuestra Belleza Internacional (+ plaats)    |
| 1997 | Patricia Aurora Bremner Hernández           | Tanisha Tamara Drummond Johnson                                      | Iris Avila Moreno                           |
| 1996 | Norma Elida Pérez Rodriguez                 | Lía Victoria Borrero González (finaliste)                            | Amelie González Assereto                    |
| Jaar | Miss Mundo (+ plaats)                       | Miss Universo (+ plaats)                                             | Miss Hispanidad (+ plaats)                  |
| 1995 | Marisela Moreno Montero                     | Reina Royo Rivera                                                    | Patricia de León Barichovicht               |
| 1994 | Carmen Lucia Ogando Giono                   | Michelle Sage Navarrete                                              | Marilyn González                            |
| 1993 | Aracelys Cogley Prestán                     | María Sofía Velásquez                                                | Taisa Reina Jaén                            |
| 1992 | Michelle Marie Harrington Hasbún            | Giselle Amelia González Aranda                                       | Elsa Jiménez Jiménez (Miss Hispanidad 1993) |
| 1991 | Malena Estela Betancourt Guillén            | Ana Cecilia Orillac Arias                                            | Janell Cosca Tovío                          |
| 1990 | Madelaine Leignadier Dawson                 | Liz Michelle De León Paz                                             | Ana Lucía Herrera                           |
| Jaar | Señorita Panamá (+ plaats Miss World)       |                                                                      |                                             |
| 1989 | Gloria Stella Quintana                      |                                                                      |                                             |
| 1988 | Geen verkiezing                             |                                                                      |                                             |
| 1987 | María Cordelia Denis Urriola                |                                                                      |                                             |
| 1986 | María Lorena Orillac Giraldo (halve finale) |                                                                      |                                             |
| 1985 | Diana Esther Alfaro Arosemena               |                                                                      |                                             |
| 1984 | Ana Luisa Sedda Reyes                       |                                                                      |                                             |
| 1983 | Maritza Burgos Canalías (vijfde)            |                                                                      |                                             |
| 1982 | Lorena Moreno                               |                                                                      |                                             |